# 小松市立芦城中学校
小松市立芦城中学校（こまつしりつ ろじょうちゅうがっこう）は、石川県小松市芦田町にある市立中学校。
石川県小松市中心部に位置する、全校生徒600人弱の市内2番目の中規模学校。小松空港・航空自衛隊小松基地が近いため、法に基づき数次にわたり校舎に防音工事を施している。

## 沿革
- 1947年（昭和22年）4月 - 芦城小学校校区を通学区域として、芦城小学校校舎の一部に開校。
- 1948年（昭和23年）5月 - 現在地（元・石川県立小松商業学校敷地）へ移転。
- 1948年（昭和23年）11月 - 校歌制定。
- 1949年（昭和24年）4月 - 通学区域を一部変更。八幡小学校内に分校を設置。
- 1950年（昭和25年）6月 - 校章制定。
- 1950年（昭和25年）10月 - 校舎増築工事が終了。八幡分校を廃止し統合。
- 1961年（昭和36年）4月 - 安宅新町・草野町・浮柳町が通学区域に加わる。暫定的に1年生のみ当校へ登校。
- 1963年（昭和38年）4月 - 小松市立丸内中学校安宅教場が閉校になったことにより、安宅町が通学区域に加わる。
- 1964年（昭和39年）6月 - 制服の一部（白線、女子上衣、ネクタイ等）を改定。
- 1973年（昭和48年）5月 - 小松市立病院内に「みどり学級」を設置。
- 1978年（昭和53年）4月 - 小松市立安宅中学校が復活したことにより、安宅地区の新1年生を分離。
- 1979年（昭和54年）4月 - 「みどり学級」が石川県立医王養護学校へ移管され、同校みどり分校となる。
- 1980年（昭和55年）9月 - プール完成。
- 1985年（昭和60年）3月 - 特殊学級が丸内中学校に移転。
- 1989年（平成元年）3月 - 格技場（武道場）完成
- 1999年（平成11年）1月 - 校舎改築第1期工事完成。
- 2000年（平成12年）2月 - 校舎改築完成。
- 2009年（平成21年）8月 - 講堂大規模改修工事完了。

## 部活動
- ハンドボール部
全国でも有数のハンドボールの強豪校として知られている。全国中学校総合ハンドボール大会では、1982年の第10回大会の男子3位入賞を皮切りに、翌1983年第11回富山全中では男女アベックで優勝するという、他競技でもめずらしい記録を成し遂げる。この「男女アベック優勝」という記録は、未だに破られていない。（後の2011年、愛知県代表・平針中が達成）
また、参考記録ではあるが、北信越中学総合大会決勝では，第1回大会から4回大会まで「芦城中対寺井中」の同カード対決が4年間続いた。本来ならば上位2チームが全国大会へ出場できるのだが，当時北信越ブロックでは「一県につき一代表まで」という規定が定められており，（平成に入ると同時に廃止）僅か1度の出場に留まった。　この規定がなければ、1980年～1983年において4年連続で全国大会へ出場していたことになる。
女子部は、アベック優勝を成し遂げた翌年1984年には、北信越予選準決勝で、富山代表の小杉中に圧勝し決勝で寺井中に惜敗。そのため、一県一代表の規定により繰り上げで小杉中が全国大会へ出場。結果、小杉中は全国準優勝の成績をおさめ、芦城中のみならず　石川県勢のレベルの高さが証明された。（優勝は寺井中）。
1986年の第14回大会において、女子ハンドボール部が2度目の全国制覇を達成し、3年越しの雪辱を果たした。[2]
2006年には女子が20年ぶり3度目の全国大会へ進出し話題を集めた。
- バスケットボール部
1987年に男子バスケットボール部が全国中学校バスケットボール大会で準優勝。

## 通学区域
- 芦城小学校区
- 第一小学校区（打越町、若杉町、沖町、加賀八幡町、漆町、佐々木町区域のみ）
- 向本折小学校区（一部）
他[3][4]

## 周辺
一帯は小松市の市街地。
- 小松市役所
- 小松運動公園
- 小松市立芦城小学校
- 菟橘神社

## 出身有名人
- 西尾知亜紀（北陸放送アナウンサー）
- 木下しげみ（小松ハンドボールクラブ設立者兼監督）
- 中祥人（漫画家）
- 表健治（北陸電力所属ハンドボール選手）
- 別宮雄大（JBL日本リーグバスケットボール選手）
- 青戸千春（WEBプログラマー）
- 久保田麻琴（ミュージシャン）